# 镇城底站
镇城底站，位于中华人民共和国山西省太原市古交市镇城底镇，是太岚铁路、太兴铁路上的火车站，建于1979年，由太原铁路局管辖。

## 車站周邊
- 南山生态园
- 雁门村文体广场
- 汾河

## 歷史
- 建于1979年。

## 外部連結
- 中国铁路客户服务中心 （页面存档备份，存于）